# SÍ Sumba
SÍ Sumba (far. Sumbiar Ítróttarfelag) – farerski klub piłkarski, mający siedzibę w mieście Sumba, na wyspie Suðuroy, na południu kraju. Został założony w 1940, a w 2005 połączył się z VB Vágur w VB/Sumba.

## Historia
Chronologia nazw:
- 1940: SÍ Sumba
- 1994: klub rozwiązano – po fuzji z VB Vagur w Sumba/VB
- 1995: SÍ Sumba – po rozpadzie fuzji z VB Vagur
- 2005: klub rozwiązano – po fuzji z VB Vagur w VB/Sumba

Klub SÍ Sumba został założony w miejscowości Sumba 21 maja 1940 roku. Przez dłuższy czas zespół występował w niższych ligach Wysp Owczych. W 1982 po wygraniu 3. deild awansował do drugiej ligi. W 1990 po zajęciu drugiego miejsca w 2. deild, zdobył historyczny awans do 1. deild. W 1991 debiutował na najwyższym poziomie, zajmując ostatnie 10.miejsce, po czym spadł z powrotem do 2. deild. W sezonie 1995 klub połączył się z VB Vagur i potem występował jako Sumba/VB. Po roku fuzja rozpadła się i klub wrócił do swojej nazwy. W 1997 wygrał drugą ligę i ponownie awansował do pierwszej ligi. W 1998 i 1999 zajął 9.miejsce, ale w 2000 po zajęciu ostatniej 10.pozycji znów spadł do drugiej ligi. W 2005 klub po raz drugi połączył się z VB Vagur w nowy klub VB/Sumba.

## Barwy klubowe, strój
| Żółty | Czarny |

Klub ma barwy żółto-czarne.

## Sukcesy

### Trofea międzynarodowe
Nie uczestniczył w rozgrywkach europejskich (stan na 31-05-2006).

### Trofea krajowe
| \| \| Zdobyte trofea w rozgrywkach Wysp Owczych (stan na: 31-12-2005) \| |                                                                 |      |            |
| Rozgrywki                                                                | Osiągnięcie                                                     | Razy | Sezon(y)   |
| Mistrzostwo                                                              | I miejsce                                                       | 0    |            |
| Mistrzostwo                                                              | II miejsce                                                      | 0    |            |
| Mistrzostwo                                                              | III miejsce                                                     | 0    |            |
| Mistrzostwo                                                              | 9.miejsce                                                       | 2    | 1998, 1999 |
| Puchar                                                                   | zdobywca                                                        | 0    |            |
| Puchar                                                                   | finalista                                                       | 0    |            |
| Puchar                                                                   | ćwierćfinalista                                                 | 2    | 1991, 1995 |
| II liga                                                                  | I miejsce                                                       | 1    | 1997       |
| II liga                                                                  | II miejsce                                                      | 1    | 1990       |
| II liga                                                                  | III miejsce                                                     | 0    |            |
| Wyspy Owcze                                                              | Zdobyte trofea w rozgrywkach Wysp Owczych (stan na: 31-12-2005) |      |            |

- 3. deild (D3):
  - mistrz (1x): 1982

## Poszczególne sezony

### Rozgrywki międzynarodowe
Nie rozgrywał meczów międzynarodowych.

### Rozgrywki krajowe
| \| Wyspy Owcze \| Bilans występów klubu w rozgrywkach piłkarskich Wysp Owczych (Stan na 31 grudnia 2005 r.) \| \| |                                                                                           |        |       |   |   |   |    |    |     |                 |        |        |      |
| Poziom | Rozgrywki                                                                                 | Sezony | Mecze | Z | R | P | B+ | B– | Pkt | Lata            | Awanse | Spadki | Naj. |
| I | 1. deild                                                                                  | 3      |       |   |   |   |    | 4  |     | 1991, 1998–2000 | 0      | 2      | 9    |
| II | 2. deild                                                                                  |        |       |   |   |   |    |    |     | ?               | 2      | ?      | 1    |
| III | 3. deild                                                                                  |        |       |   |   |   |    |    |     | ?               | ?      | ?      | 1    |
| | Puchar Wysp Owczych                                                                       |        |       |   |   |   |    |    |     | do 2005         | 0      | 0      | 1/4  |
| Wyspy Owcze | Bilans występów klubu w rozgrywkach piłkarskich Wysp Owczych (Stan na 31 grudnia 2005 r.) |        |       |   |   |   |    |    |     |                 |        |        |      |

## Struktura klubu

### Stadion
Klub piłkarski rozgrywał swoje mecze domowe na Á Krossinum w Sumbie, który może pomieścić 1000 widzów.

## Kibice i rywalizacja z innymi klubami

### Rywalizacja
Największymi rywalami klubu są inne zespoły z miasta oraz okolic.

### Derby
- VB Vágur